# 大阪ホークスドリームの選手一覧
大阪ホークスドリームの選手一覧（おおさかホークスドリームのせんしゅいちらん）は、関西独立リーグ (初代)の大阪ホークスドリーム（リーグ加盟は2011年 - 2012年）にかつて所属していた主な選手の一覧である。なお、クラブチームの時期（「大阪HDベースボールクラブ」時代を含む）の選手および監督はここには記載しない。

## 選手

### 投手
- イッソー・タパ - ネパール人初のプロ野球選手[1]

### 捕手
- 西村将至（主将）

### 内野手
- 吉良博之（芸人（NSC16期））
- 福島聡（監督兼任）

### 外野手
- 大隣竜一（トレーナー兼任）
- 小松原鉄平 - 後に福井ワイルドラプターズ球団社長[2]
- 高橋和也（マネージャー兼任）

## 歴代監督
- 田中実（2011）
- 門田博光（2011）
- 福島聡（2012)